# Катастрофа на Дмитровском шоссе (1993 год)
Авария на Дмитровском шоссе — крупное дорожно-транспортное происшествие с последующим пожаром, произошедшее в четверг 24 июня 1993 года в Москве на пересечении Дмитровского шоссе с 3-м Нижнелихоборским проездом в Москве. В результате столкновения грузовика и бензовоза произошёл пожар, перекинувшийся на стоявшие рядом автомобили, в том числе троллейбусы с пассажирами.

## Ход событий
В 11:25 на пересечении Дмитровского шоссе и 3-го Нижнелихоборского проезда автомобиль КамАЗ Одинцовского АТП с грузом немецкой мягкой мебели при перестроении не рассчитал поворот и случайно задел борт бензовоза, принадлежавшего Автокомбинату № 11. Удар привёл к трещине в корпусе бензовоза, горючее из него стало выливаться на проезжую часть.
За бензовозом стояло три троллейбуса — 36, 47 и 78 маршрутов (бортовые номера № 6275, 6261 и 4181), горючее начало течь в их направлении. В это самое время, предположительно от искры одного из троллейбусов, горючее начало возгораться.
Пламя охватило троллейбусы, два из которых быстро сгорели. Водители, видя огонь, просто открыли двери. 
Водитель третьего троллейбуса совершил поистине героический поступок — увидя стену огня справа от своей машины, он нажал на педаль акселератора. Машина рванула вперёд, на запрещающий сигнал светофора и выехала на встречную полосу. Было спасено несколько десятков человек. 
В 12:16 пожар был локализован.
В момент пожара рядом с местом трагедии находился сержант милиции Лев Новиков с сослуживцами. Спасая людей из троллейбуса, он получил смертельные ожоги и скончался в больнице. 
Кроме троллейбусов и двух КАМАЗов, в пожаре сгорели пустой «Икарус-256», принадлежавший ТОО «Челленджер» (водитель успел покинуть машину), тягач МАЗ и припаркованный на обочине частный микроавтобус «Ниссан», огнём повреждены Nysa, Москвич-2140 и Иж-2715, принадлежавшие частным лицам. Сгорели также несколько деревьев и расплавился асфальт.
В результате катастрофы погибли 11 человек, пострадали от 25 до 42 человек, 12 из них попали в реанимацию. Около двадцати человек получили медицинскую помощь на месте. В ряде источников указывается информация о 12 погибших. 10 из них были пассажирами троллейбуса №47.
Автокатастрофа стала крупнейшей на городском транспорте в Москве до столкновения автобуса с самосвалом в Ознобишино 13 июля 2013 года.

## Последствия
- После трагедии были ужесточены правила перевозки нефтепродуктов и опасных грузов. В частности, все бензовозы должны были теперь быть оборудованы проблесковыми маячками жёлтого света. Транспортные средства, перевозящие нефтепродукты, должны быть окрашены в соответствии со специальной цветовой гаммой. Помимо этого, перевозить опасные грузы разрешалось только «в часы наименьшей загрузки транспортных магистралей»[14].
- В мае 1994 года Никулинский межмуниципальный нарсуд Москвы приговорил водителя автомобиля "КамАЗ", который врезался в стоявший на светофоре бензовоз, к 8 годам лишения свободы[15].
- Водитель троллейбуса Терещенко В. А. был награждён орденом «За личное мужество»[2].
- Сержант милиции Лев Новиков, погибший при спасении людей из горящего троллейбуса, посмертно был награждён Орденом Мужества[5].

## Память
- Катастрофа была описана в романе Сергея Шаргунова «1993»[16].
- В Реутове на обелиске, посвящённом погибшим омоновцам, высечено имя Льва Новикова, погибшего при спасении людей[5].
- В посёлке Пролетарский (г.о. Серпухов), где родился и вырос Новиков, на школе в 2009 году была установлена мемориальная доска[5].